# Roberto Mandje
Roberto Caracciolo Mandje (ur. 7 marca 1982 w Barcelonie, Hiszpania) – lekkoatleta reprezentujący Gwineę Równikową, specjalizujący się w biegach na 1500 m oraz 3000 m z przeszkodami, olimpijczyk.
Jest synem amerykańskiego dyplomaty, natomiast jego matka pochodzi z Gwinei Równikowej. Obecnie mieszka w Nowym Jorku (Stany Zjednoczone), choć sportowo reprezentował ojczyznę matki. Studiował na uniwersytecie w Albany, gdzie zaczął swoją przygodę ze sportem.
Jego pierwszą, dużą, międzynarodową imprezą były letnie igrzyska olimpijskie w Atenach, w 2004 roku. Przepustkę na nie dostał głównie dzięki dobremu występowi w mistrzostwach wschodniej konferencji Stanów Zjednoczonych, w 2003 roku. Dodatkowo, został wybrany chorążym swojego kraju podczas ceremonii zamknięcia igrzysk. Na samych igrzysk miał wystartować w dwóch konkurencjach, lecz nie pojawił się na starcie biegu na 3000 m z przeszkodami. W biegu na 1500 m, w 1. biegu eliminacyjnym zajął ostatnią 12. pozycję, przez co nie awansował do kolejnej fazy zawodów. Wynikiem 4:03,37, ustanowił natomiast nowy rekord Gwinei Równikowej. Przez kolejne lata rzadko startował w dużych imprezach. W 2011 roku wziął udział w mistrzostwach świata w biegach przełajowych w hiszpańskiej Punta Umbríi, gdzie zajął odległą 109. pozycję. W planach miał również udział w maratonie na letnich igrzyskach olimpijskich 2016, lecz nic z tego nie wyszło.
Jest rekordzistą Gwinei Równikowej w biegu na dystansie 3000 m z przeszkodami.

## Osiągnięcia
| Rok  | Impreza                                   | Miejsce      | Konkurencja                        | Lokata       | Wynik   |
| ---- | ----------------------------------------- | ------------ | ---------------------------------- | ------------ | ------- |
| 2004 | Igrzyska olimpijskie                      | Ateny        | bieg na 3000 metrów z przeszkodami | –            | DNS     |
| 2004 | Igrzyska olimpijskie                      | Ateny        | bieg na 1500 metrów                | eliminacje   | 4:03,37 |
| 2011 | Mistrzostwa świata w biegach przełajowych | Punta Umbría | bieg seniorów                      | 109. miejsce | 41:54   |
| 2011 | Igrzyska afrykańskie                      | Maputo       | bieg na 3000 metrów z przeszkodami | 9. miejsce   | 9:43,23 |
| 2011 | Igrzyska afrykańskie                      | Maputo       | bieg na 1500 metrów                | –            | DNF     |

## Rekordy życiowe
- bieg na 1500 metrów – 4:00,33 (11 sierpnia 2007, Ninove).
- bieg na 3000 metrów z przeszkodami – 9:04,54 (7 czerwca 2008, San Diego) rekord Gwinei Równikowej.